# Jan Mikołaj Cieszkowski
Jan Mikołaj Cieszkowski herbu Dołęga – podkomorzy nowogodzkosiewierski w latach 1752–1762, stolnik stężycki w latach 1736–1752, łowczy czernihowski w latach 1729–1736.
Był posłem na sejm 1729 roku z województwa czernihowskiego.